# Pallanuoto ai XIV Giochi asiatici
Il XIV torneo asiatico di pallanuoto si è svolto dal 30 settembre al 6 ottobre 2002 nel Changwon Swimming Pool di Pusan, nella Corea del Sud, all'interno del programma dei XIV Giochi asiatici.
Il torneo si è disputato in due fasi. Nella fase preliminare le sei partecipanti erano suddivise in due gironi, terminati i quali le prime due hanno avuto accesso alle semifinali.

Il Kazakistan, battendo in finale il Giappone ai rigori, si è confermato sul gradino più alto del podio per la terza edizione consecutiva.

## Fase preliminare

### Gruppo A
| 30 settembre , ore 17:30 | Giappone | 9 – 7 (2-2, 5-5, 7-7) | Corea del Sud |  |

| 1º ottobre , ore 16:00 | Giappone | 8 – 7 (3-1, 5-2, 6-5) | Cina |  |

| 2 ottobre , ore 17:30 | Cina | 9 – 5 (2-1, 6-3, 6-3) | Corea del Sud |  |

|    | Squadra       | Punti | G | V | N | P | GF | GS | Diff |
| -- | ------------- | ----- | - | - | - | - | -- | -- | ---- |
| 1. | Giappone      | 4     | 2 | 2 | 0 | 0 | 17 | 14 | +3   |
| 2. | Cina          | 2     | 2 | 1 | 0 | 1 | 16 | 13 | +3   |
| 3. | Corea del Sud | 0     | 2 | 0 | 0 | 2 | 12 | 18 | -2   |

### Gruppo B
| 30 settembre , ore 16:00 | Kazakistan | 17 – 6 (6-2, 9-3, 10-5) | Singapore |  |

| 1º ottobre , ore 17:30 | Iran | 13 – 3 (4-0, 7-1, 8-3) | Singapore |  |

| 2 ottobre , ore 16:00 | Kazakistan | 12 – 4 (4-1, 6-2, 10-6) | Iran |  |

|    | Squadra       | Punti | G | V | N | P | GF | GS | Diff |
| -- | ------------- | ----- | - | - | - | - | -- | -- | ---- |
| 1. | Giappone      | 4     | 2 | 2 | 0 | 0 | 17 | 14 | +3   |
| 2. | Cina          | 2     | 2 | 1 | 0 | 1 | 16 | 13 | +3   |
| 3. | Corea del Sud | 0     | 2 | 0 | 0 | 2 | 12 | 18 | -2   |

## Fase finale

### Semifinali
| 4 ottobre , ore 16:00 | Giappone | 12 – 9 (2-1, 4-4, 8-7) | Iran |  |

| 4 ottobre , ore 17:30 | Kazakistan | 9 – 2 (3-1, 5-2, 7-2) | Cina |  |

### Finali

#### 5º posto
| 4 ottobre , ore 14:30 | Corea del Sud | 11 – 4 (3-0, 6-3, 8-3) | Singapore |  |

#### Medaglia di Bronzo
| 6 ottobre , ore 16:00 | Iran | 6 – 10 (1-4, 1-5, 4-8) | Cina |  |

#### Medaglia d'Oro
| 6 ottobre , ore 17:30 | Kazakistan | 5 – 4 (rig) (1-1, 4-4, 6-5, 8-8; ts:10-10) | Giappone |  |

## Classifica finale
| Pos.    | Squadra       |
| ------- | ------------- |
| Oro     | Kazakistan    |
| Argento | Giappone      |
| Bronzo  | Cina          |
| 4       | Iran          |
| 5       | Corea del Sud |
| 6       | Singapore     |

## Fonti
- (EN) AASF - All Asian Games results (PDF), su asiaswimmingfederation.org. URL consultato il 18 marzo 2011 (archiviato dall'url originale l'11 agosto 2011).
- (EN) Todor66.com - Sport statistics Archive, su todor66.com.